# Kanton Champagne-en-Valromey
Der Kanton Champagne-en-Valromey war bis 2015 ein französischer Wahlkreis im Département Ain in der Region Rhône-Alpes. Er umfasste 14 Gemeinden im Arrondissement Belley; sein Hauptort war Champagne-en-Valromey.
| Gemeinde              | Einwohner Jahr | Fläche km² | Bevölkerungsdichte | Code INSEE | Postleitzahl |
| --------------------- | -------------- | ---------- | ------------------ | ---------- | ------------ |
| Artemare              | 1.175 (2013)   | 3,8        | 309 Einw./km²      | 01022      | 01510        |
| Belmont-Luthézieu     | 526 (2013)     | 19,8       | 27 Einw./km²       | 01036      | 01260        |
| Béon                  | 457 (2013)     | 10,3       | 44 Einw./km²       | 01039      | 01350        |
| Brénaz                | 91 (2013)      | 9,8        | 9 Einw./km²        | 01059      | 01260        |
| Champagne-en-Valromey | 805 (2013)     | 18,2       | 44 Einw./km²       | 01079      | 01260        |
| Chavornay             | 217 (2013)     | 7,8        | 28 Einw./km²       | 01097      | 01510        |
| Lochieu               | 95 (2013)      | 7,1        | 13 Einw./km²       | 01218      | 01260        |
| Lompnieu              | 118 (2013)     | 11,4       | 10 Einw./km²       | 01221      | 01260        |
| Ruffieu               | 193 (2013)     | 14,0       | 14 Einw./km²       | 01330      | 01260        |
| Songieu               | 129 (2013)     | 20,6       | 6 Einw./km²        | 01409      | 01260        |
| Sutrieu               | 223 (2013)     | 19,1       | 12 Einw./km²       | 01414      | 01260        |
| Talissieu             | 436 (2013)     | 4,8        | 91 Einw./km²       | 01415      | 01510        |
| Vieu                  | 374 (2013)     | 6,5        | 58 Einw./km²       | 01442      | 01260        |
| Virieu-le-Petit       | 307 (2013)     | 12,6       | 24 Einw./km²       | 01453      | 01260        |

## Einwohner
| Bevölkerungsentwicklung | Bevölkerungsentwicklung |
| Jahr                    | Einwohner               |
| ----------------------- | ----------------------- |
| 1962                    | 3814                    |
| 1968                    | 4196                    |
| 1975                    | 3967                    |
| 1982                    | 4095                    |
| 1990                    | 4147                    |
| 1999                    | 4382                    |
| 2006                    | 4669                    |
| 2011                    | 5041                    |

## Politik
| Vertreter im conseil général des Départements | Vertreter im conseil général des Départements | Vertreter im conseil général des Départements |
| Amtszeit                                      | Name                                          | Partei                                        |
| --------------------------------------------- | --------------------------------------------- | --------------------------------------------- |
| 1988–1994                                     | Helmut Schwenzer                              | DVD                                           |
| 1994–2001                                     | Helmut Schwenzer                              | DVD                                           |
| 2001–2008                                     | Helmut Schwenzer                              | UMP                                           |
| 2008–2015                                     | Jean-Baptiste Zambelli                        | DVG                                           |